# 中野坂上セントラルビル
中野坂上セントラルビル（なかのさかうえセントラルビル）は、東京都中野区本町の中野坂上交差点付近にある高層ビル。
住宅・都市整備公団（現：都市再生機構 UR）の施行による再開発で整備された。

## 概要
住宅・都市整備公団の施行による「中野坂上本町二丁目地区第一種市街地再開発事業」の一環で整備され、街区内には中野坂上サンブライトツイン、中野坂上サンブライトアネックス、レジデンス中野坂上およびコミュニティ広場などがともに整備された。
山手通り面した地下2階 地上18階建てのビルで1階が商業施設、2階以上がオフィスとなっている。

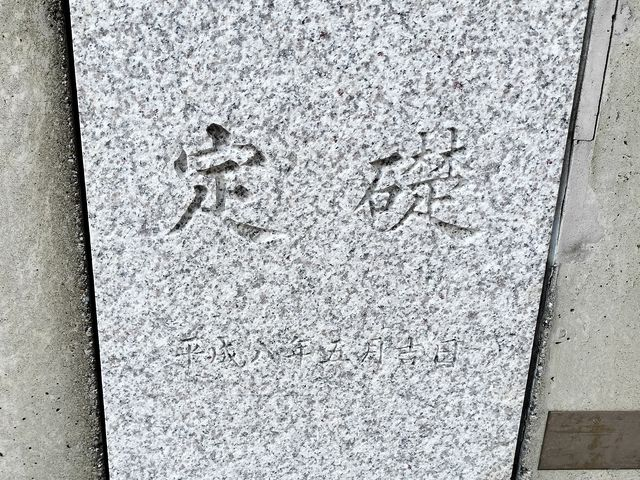
定礎。南西角付近にある。「平成八年五月吉日」と記載。

## 主なテナント
- DINOS CORPORATION
- セシール

## アクセス方法
- 地下鉄丸ノ内線、都営大江戸線、中野坂上駅徒歩1分程度